# Batallón de Reconocimiento del Desierto
El Batallón de Reconocimiento del Desierto es una unidad militar de las Fuerzas de Defensa de Israel (FDI). El Batallón de Reconocimiento del Desierto (BRD) (también conocido como Unidad 585 o Batallón Beduino) es una unidad de las Fuerzas de Defensa de Israel (FDI) y forma parte de la División de Gaza.

## Historia

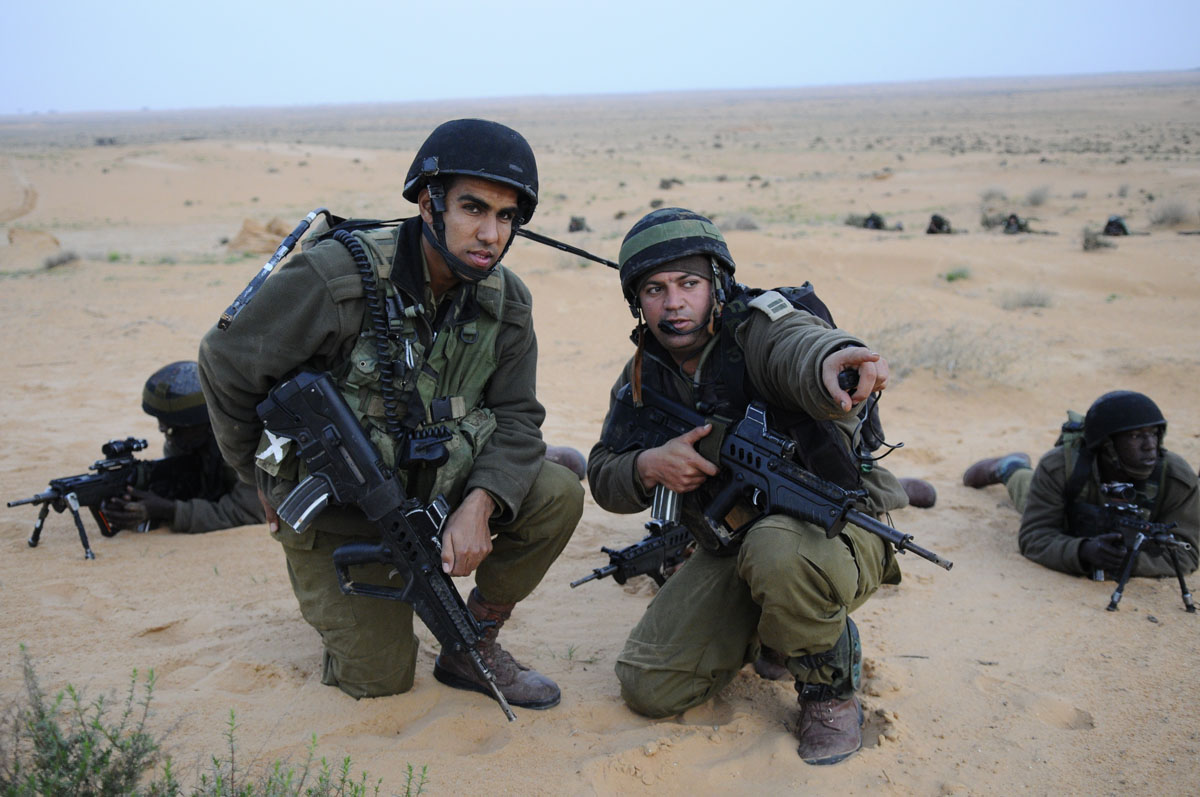
Dos miembros del Batallón de Reconocimiento del Desierto, fotografiados en un ejercicio en 2012.

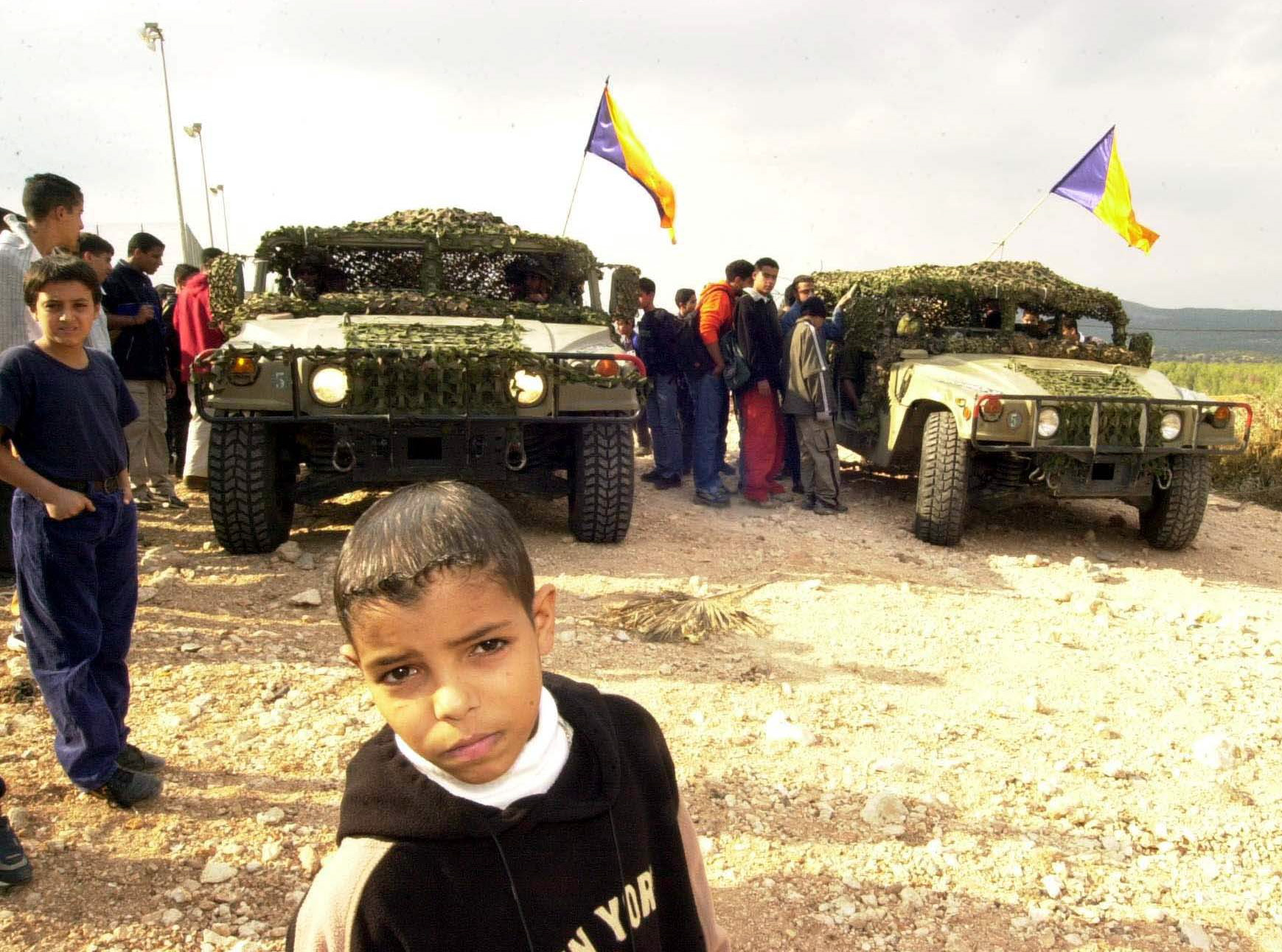
Niños beduinos del Néguev, fotografiados junto a vehículos todoterreno de alta movilidad Humvee.

El BRD es una unidad formada por voluntarios beduinos. El BRD se fundó a finales de los años 1980, y desde entonces el batallón ha sido desplegado en la frontera con la Franja de Gaza, llevando a cabo tareas de seguridad. El Batallón de Reconocimiento del Desierto (BRD), también conocido como Unidad 585, es una unidad beduina de las Fuerzas de Defensa de Israel (FDI). La mayoría del personal de las FDI son judíos, los cuales, al igual que los drusos y los circasianos, deben realizar al servicio militar obligatorio en las FDI, los ciudadanos de otros grupos étnicos pueden alistarse como voluntarios en las FDI. La mayoría de los miembros del BRD son beduinos. La mayoría de los ciudadanos árabes israelíes que sirven en las FDI, son beduinos del desierto del Néguev procedentes del Distrito Meridional de Israel. La mayoría de los reclutas beduinos del Néguev, eligen servir en el BRD. Alrededor de 1.500 beduinos sirven actualmente en las FDI, aunque los dirigentes han hecho esfuerzos para aumentar este número. Desde la fundación del estado de Israel en 1948, más de 110 beduinos han sido asesinados mientras servían en las FDI. El BRD se fundó a finales de la década de 1980 y desde entonces ha prestado servicios en gran medida en la frontera entre Israel y la Franja de Gaza. Tiene una base militar cercana a Kissufim. El batallón de rastreadores y exploradores beduinos, se organiza en patrullas, utiliza técnicas de rastreo para buscar a desertores y evitar la infiltración de terroristas en la frontera. Algunos miembros se enfrentan a amenazas y acoso por parte de algunos miembros de su propia comunidad. El Batallón de Reconocimiento del Desierto, está equipado con el vehículo de transporte blindado de personal (TBP) "Lobo". El batallón patrulla el desierto del Néguev con vehículos todoterreno de alta movilidad Humvee y con el automóvil blindado militar "MDT David". El batallón actualmente forma parte de la 143.ª División (Territorial) "Zorro de fuego" del Comando Sur de las FDI. El Batallón de Reconocimiento del Desierto, anteriormente había estado desplegado en el peligroso paso fronterizo de Rafah, cinco soldados del batallón murieron allí en 2004. El primer comandante beduino de la unidad fue nombrado en diciembre de 2004.